# 藤井直
藤井 直 （ふじい つよし）は、日本の経済学者。東京富士大学短期大学部教授。専門は経済史、経済政策。

## 来歴
1969年法政大学経済学部経済学科卒業。1971年駒澤大学大学院経済学研究科経済学専攻修士課程修了。
東京富士大学短期大学部経営学科教授に就任。東京富士大学税務会計研究所所長などを歴任。日本経済政策学会、経済理論学会、環境経済・政策学会に所属。
著書に共著「現代資本主義の現実分析」と共訳「イギリスの産業革命」「経済は生きている」などがある。